# HD 139139
HD 139139 (також відома як EPIC 249706694), ймовірно, є частиною зв'язаної подвійної системи зір головної послідовності приблизно за 350 світлових років (110 парсеків) від Землі в сузір'ї Терезів. HD 139139 — це зоря головної послідовності класу G, трохи більша і світніша, ніж Сонце, і майже однакової температури. Вона має видиму зоряну величину +9,8. Зоря-супутник вважається червоним карликом класу K5-7 на відстані 3 кутових секунд від HD 139139; вона приблизно на три зоряних величини тьмяніша і має температуру між 4100 і 4300 К. Обидві зорі мають схожий власний рух, тобто вони можуть утворювати гравітаційно пов'язану бінарну пару.
HD 139139 демонструє зменшення світності, подібні до тих, що спричинені транзитом землеподібних планет. Космічний телескоп Кеплер спостерігав 28 зменшень яскравості протягом 87 днів (з 23 серпня по 20 листопада 2017 року), однак дивним є те, що не було виявлено періодичності таких зменшень яскравості, яку можна було б очікувати, якби вони були спричинень транзитом планет по диску зорі.
Невідомо, яка з двох зір породжує події зменшення яскравості. Потенційні пояснення, які були досліджені, включають:
- планети, що здійснюють транзит по бінарній зорі,
- планети, що порушують орбіти одна від одної, створюючи великі коливання часу транзиту,
- планета, що розпадається,
- великі астероїди, що виробляють пил,
- і недовговічні сонячні плями.

За словами Ендрю Вандербурга, одного з науковців оригінальних досліджень, «В астрономії ми маємо довгу історію, коли щось не розуміємо, думаємо, що це прибульці, а згодом з'ясовуємо, що це щось інше… Шанси досить хороші, що ця зоря буде ще одним з таких випадків.»

## Історія
Дві незалежні групи візуальних оглядачів (дослідники-аматори), які працюють у співпраці з професійними астрономами, позначили HD 139139 як незвичну. «Деякі з цих патернів є занадто складними для того, щоб їх могли виявити комп'ютери; дослідники-аматори також прочісують каталог Кеплера, використовуючи силу людського мозку для виявлення дивних сигналів. Навесні 2018 року деякі з цих непрофесійних астрономів зв'язалися з Вандербургом і запропонували йому перевірити HD 139139, зорю, схожу на Сонце, на відстані приблизно 350 світлових років».
За словами Ендрю Вандербурга, HD 139139 — це одна із 0,5 % зір на небі, з яких можна побачити транзит Землі по диску Сонця. «Параметр впливу транзиту був би близьким до 0,9, тому звідти нас було б ледве видно — тривалість транзиту становила б лише близько 40 % тривалості, яку ми очікували для ідеального транзиту».

## Дивитися також
- KIC 8462852
- Список зір, які дивно тьмянішають